# Memphis (Indiana)
Memphis – jednostka osadnicza w Stanach Zjednoczonych, w stanie Indiana, w hrabstwie Clark.